# BLEACH 〜ヒート・ザ・ソウル〜
『BLEACH 〜ヒート・ザ・ソウル〜』（ブリーチ 〜ヒート・ザ・ソウル〜）とは、ソニー・コンピュータエンタテインメントから発売されたPlayStation Portable用対戦型格闘ゲームのシリーズ。

## 概要
『週刊少年ジャンプ』連載の『BLEACH』を原作としたPSP初の3D対戦型格闘ゲーム。アドホックモードやインフラストラクチャー・モードによるワイヤレス対戦にも対応している。
同シリーズは当時放映中であったテレビアニメに先行して原作キャラを登場させたり、studioぴえろスタッフ描き下ろしによる2D画挿入などが特長。
作品によってはオープニングムービーが用意されており、テーマ曲もORANGE RANGE（第1作）、UVERworld（第2作）、ポルノグラフィティ（第6作）がそれぞれ担当したが、第1作と第6作は既存のアニメテーマが使用されたのに対し、第2作は当時の新曲が新たに起用されていた。また1作目と6作目のオープニングの作画はぴえろスタッフの描き下ろしである。
戦闘システムは3作目以降にグループバトルを導入、5作目以降はタッグバトルを、そして7作目には4人対戦など様々なシステムを導入している。
5作目以降からは劇場版オリジナルキャラクターの茜雫（せんな）や、草冠宗次郎（くさか そうじろう）、6作目以降からはダークルキア、7作目からはアニメオリジナルストーリー「斬魄刀異聞篇」の村正（むらまさ）も登場した。
6作目以降はPlayStation Storeで購入可能になった。また追加コンテンツもダウンロード可能となった。
7作目にはデータインストール機能が搭載されたり、オンラインのランキングチャレンジが追加された。
開発はエイティングが担当。

## シリーズ

### BLEACH 〜ヒート・ザ・ソウル〜
2005年3月24日発売。2006年3月2日には廉価版が発売。
主題歌：ORANGE RANGE「*〜アスタリスク〜」
アドホック・パーティ for PlayStation Portable：動作確認済み
キャラクター数：6名
注目システム：「霊圧開放」システム

### BLEACH 〜ヒート・ザ・ソウル2〜
2005年9月1日発売。2006年11月30日には廉価版が発売。
主題歌：UVERworld「CHANCE!」
キャラクター数：11名
注目システム：「護廷十三番入隊モード」（本作のみ）

### BLEACH 〜ヒート・ザ・ソウル3〜
2006年7月20日発売。2007年9月20日には廉価版が発売。
主題歌：なし
キャラクター数：33名（+52名サポートキャラクター）
注目システム：霊圧ダッシュ・サポート
番外編：オリジナルアニメ「カラクラヒーローズ マッハ!!」（アニメーション制作：studioぴえろ）

### BLEACH 〜ヒート・ザ・ソウル4〜
2007年5月24日発売。2008年7月3日には廉価版が発売。
主題歌：なし
アドホック・パーティ for PlayStation Portable：動作確認済み
キャラクター数：16名（+51名サポートキャラクター）
注目システム： ソウルシステム・ソウルブレイズ・隠しコスチューム

### BLEACH 〜ヒート・ザ・ソウル5〜
2008年5月15日発売。2009年7月9日には廉価版が発売。
主題歌：なし
アドホック・パーティ for PlayStation Portable：動作確認済み
キャラクター数：33名（+16名シングルバトル）※以降、全キャラクタータッグ可能。
注目システム：シームレス卍解・W霊圧奥義・タイプ別TAG・Wソウルブレイク・限定解除

### BLEACH 〜ヒート・ザ・ソウル6〜
2009年5月14日発売。2010年6月3日には廉価版が発売。
主題歌：ポルノグラフィティ「今宵、月が見えずとも」
アドホック・パーティ for PlayStation Portable：動作確認済み
キャラクター数：74名
注目システム：チャンピオンシップ・ソウルカスタマイズ
相違点：ハリベルとネリエルの数字の読みが原作では「トレス」と表記されていたが、本作では「テルセラ」と表記されている。
その他：原作ストーリ完全収録・ソウル・カーニバル2（仮）体験版付き
シークレット大会配信：2009年9月18日配信開始。全4大会。
2009年9月18日第1大会「最高霊圧決定戦」配信開始。
2009年10月19日第2大会「無限タッグ選手権」配信開始。
2009年11月21日第3大会「最強耐久力大会」配信開始。
2010年1月18日第4大会「無限追跡ごっこ 最終戦」配信開始。

### BLEACH 〜ヒート・ザ・ソウル7〜
2010年9月2日発売。2013年1月24日には廉価版が発売。
主題歌：なし
ジャンル：3D対戦格闘から対戦格闘に変更。
キャラクター数：85名
注目システム：4人対戦・ランキングチャレンジ
予約購入特典：特製メモリースティックデュオケース
その他：仮面の軍勢や十刃が全員参戦。シリーズ初となる超巨大キャラクターも参戦。データインストール対応。
1. EXミッション配信：2010年9月13日配信開始。「大逆（VS 大逆の村正）」
2. SPボイス配信：2010年10月18日配信開始。小島水色、浅野啓吾、黒崎一心、バワバワ、ナレーター、霞大路瑠璃千代、狛村左陣SP
3. 地獄篇SPコンテンツ配信：2010年12月4日配信開始。この配信からゲームアップデートが行われVol. 1.01になった。これにより、ゲームを起動してまず始めに「通常版」か「地獄篇」のどちらかを選ぶ形になり選んだ後は変更出来ず、もう一度再起動しなければならない。なお、「地獄篇」ではCPU対戦、通信対戦が遊べるが、一部機能に制限がかけられた（「通常版」には変更は無い。余談ではあるが、DL版のタグが完全虚化の一護から藍染惣右介に変更された）。

## 登場キャラクター

### 無印から登場
黒崎一護
形態変化：斬魄刀、始解、卍解、完全虚化
声 - 森田成一
朽木ルキア
形態変化：義骸、始解
声 - 折笠富美子
井上織姫
声 - 松岡由貴
石田雨竜
形態変化：通常、ゼーレシュナイダー
声 - 杉山紀彰
3から滅却師最終形態が別キャラクターとして登場。
茶渡泰虎
形態変化：通常、悪魔の左腕
声 - 安元洋貴
阿散井恋次
形態変化：始解、卍解
声 - 伊藤健太郎

### 2より登場
朽木白哉
形態変化：始解、卍解
声 - 置鮎龍太郎
市丸ギン
形態変化：護底十三隊、破面
声 - 遊佐浩二
護廷十三隊での姿が登場するのは3まで。
日番谷冬獅郎
形態変化：始解、卍解
声 - 朴璐美
浦原喜助
声 - 三木眞一郎
6から過去の姿が別キャラクターとして登場。
四楓院夜一
声 - 雪野五月

### 3より登場
山本元柳斎重國
声 - 塚田正昭
砕蜂
声 - 川上とも子（2 - 6）、桑島法子（7）
吉良イヅル
声 - 櫻井孝宏
藍染惣右介
形態変化：護廷十三隊、破面
声 - 速水奨
護廷十三隊での姿は3のみ登場。
雛森桃
声 - 佐久間紅美
狛村左陣
声 - 稲田徹
京楽春水
声 - 大塚明夫
伊勢七尾
声 - 生天目仁美
檜佐木修兵
声 - 小西克幸
松本蘭菊
声 - 松谷彼哉
更木剣八
声 - 立木文彦
草鹿やちる
声 - 望月久代
涅マユリ
声 - 中尾隆聖
涅ネム
声 - 釘宮理恵
浮竹十四郎
声 - 石川英郎
ウルキオラ・シファー
形態変化：通常、刀剣解放第二階層
声 - 浪川大輔

### 4より登場
黒崎一護（内なる虚）
形態変化：始解、卍解
声 - 森田成一
斑目一角
形態変化：始解、卍解
声 - 檜山修之
綾瀬川弓親
声 - 福山潤
平子真子
形態変化：通常、虚化
声 - 小野坂昌也
猿柿ひよ里
形態変化：通常、虚化
声 - 高木礼子
矢胴丸リサ
声 - 服部加奈子
六車拳西
声 - 杉田智和
東仙要
声 - 森川智之
グリムジョー・ジャガージャック
形態変化：通常、解刃
声 - 諏訪部順一
ルピ・アンテノール
声 - 岸尾だいすけ
ヤミー・リヤルゴ
声 - 乃村健次
7のみ帰刃時の姿が別キャラクターとして登場。
ネル・トゥ
形態変化：通常、真の姿、帰刃
声 - 金田朋子

### 5から登場
ノイトラ・ジルガ
形態変化：通常、帰刃
声 - 神奈延年
ザエルアポロ・グランツ
形態変化：通常、帰刃
声 - 鳥海浩輔
アーロニーロ・アルルエリ
声 - 関俊彦
ドルドーニ・アレッサンドロ・ソカッチオ
声 - 石井康嗣
チルッチ・サンダーウィッチ
声 - 桑島法子
ガンテンバイン・モスケーダ
声 - 船木真人
茜雫
声 - 斎藤千和
草冠宗次郎
声 - 石田彰

### 6から登場
石田竜弦
声 - 成田剣
握菱鉄哉
声 - 梁田清之
九南白
声 - 神田朱未
ティア・ハリベル
形態変化：通常、帰刃
声 - 緒方恵美
ゾマリ・ルルー
形態変化：通常、帰刃
声 - 楠大典
ダークルキア
声 - 折笠富美子

### 7のみ登場
愛川羅武
声 - 稲田徹
鳳橋楼十郎
声 - 樫井笙人
有昭田鉢玄
声 - 長嶝高士
コヨーテ・スターク
声 - 小山力也
バラガン・ルイゼンバーン
声 - 飯塚昭三
アヨン
声 - なし
村正
声 - 中村悠一
朱蓮
声 - 古谷徹

## オンラインサービス
2作目から導入されたサービス。当初はウェブサイトにアクセスしオンライン限定のPSP用の壁紙や追加コンテンツをブラウザでダウンロードする形式であった。6作目から追加コンテンツはPlayStation Storeで入手可能になった。7作目はPlayStation Networkを使用してランキングチャレンジをおこなっていた。
- 1作目：オンラインサービスなし。
- 2作目：2006年3月1日をもってサービス終了[8]。
- 3作目：2010年9月1日をもってサービス終了[9]。
- 4作目：2010年9月1日をもってサービス終了[9]。
- 5作目：2010年9月1日をもってサービス終了[9]。
- 6作目：サービス終了。
- 7作目：2012年3月31日をもって終了[10]。